# Староабсалямово
Староабсаля́мово (рос. Староабсалямово, башк. Иҫке Әпсәләм) — село у складі Аургазинського району Башкортостану, Росія. Адміністративний центр Уршацької сільської ради.
Населення — 433 особи (2010; 541 в 2002).
Національний склад:
- татари — 92%